# تبدیل موجک سریع
تبدیل موجک سریع الگوریتمی ریاضی برای یافتنِ تبدیل موجک یک سیگنال است. بدین منظور تصویرِ سیگنال روی هر یک از توابع موجک در زمان‌ها و مقیاس‌های مختلف محاسبه می‌گردد. به عبارت دیگر، حاصل‌ضرب داخلی سیگنال {\displaystyle f(t)} با هر یک از موجک‌ها {\displaystyle \phi } به شکل زیر محاسبه می‌شود: 
{\displaystyle s_{n}^{(J)}:=2^{J}\langle f(t),\phi (2^{J}t-n)\rangle ,}
تصویر سیگنال بر فضای {\displaystyle V_{j}} برابر است با:
{\displaystyle P_{J}[f](x):=\sum _{n\in \mathbb {Z} }s_{n}^{(J)}\,\phi (2^{J}x-n)}

## تبدیل موجک گسسته

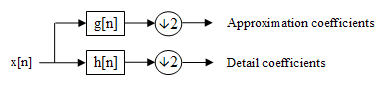
یک مرحله از تبدیل موجک با فیلترهای h و g

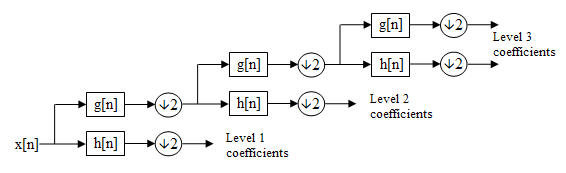
اعمال بانک فیلتر به صورت بازگشتی

با داشتنِ مضارب {\displaystyle s^{(J)}} با الگوریتمِ بازگشتی مضارب {\displaystyle s^{(J-1)}} را با استفاده از رابطهٔ زیر می‌توان یافت:
{\displaystyle s_{n}^{(k)}:={\frac {1}{2}}\sum _{m=-N}^{N}a_{m}s_{2n+m}^{(k+1)}}
یا: 
{\displaystyle s^{(k)}(Z):=(\downarrow 2)(a^{*}(Z)\cdot s^{(k+1)}(Z))}
و:
{\displaystyle d_{n}^{(k)}:={\frac {1}{2}}\sum _{m=-N}^{N}b_{m}s_{2n+m}^{(k+1)}}
یا: 
{\displaystyle d^{(k)}(Z):=(\downarrow 2)(b^{*}(Z)\cdot s^{(k+1)}(Z))}
که {\displaystyle (\downarrow 2)} عملگر زیرنمونه‌گیری است و در فضای زد به صورت سری لوران ضرایب با اندیس زوج تعریف می‌شود:
{\displaystyle (\downarrow 2)(c(Z))=\sum _{k\in \mathbb {Z} }c_{2k}Z^{k}}
بدین ترتیب:
{\displaystyle P_{k}[f](x):=\sum _{n\in \mathbb {Z} }s_{n}^{(k)}\,\phi (2^{k}x-n)}
که حاصل جمعِ بالا برابر با تصویر سیگنال {\displaystyle P_{k}[f](x)} بر زیرفضای {\displaystyle V_{k}} است. در نتیجه:
{\displaystyle P_{J}[f](x)=P_{k}[f](x)+D_{k}[f](x)+\dots +D_{J-1}[f](x)}
که ضرایب جزئی برابرند با: 
{\displaystyle D_{k}[f](x):=\sum _{n\in \mathbb {Z} }d_{n}^{(k)}\,\psi (2^{k}x-n)}
که {\displaystyle \psi } موجک مادر نامیده می‌شود.